# Ermita de San Cayetano (Jolúcar)
La ermita de San Cayetano es un inmueble de la entidad de población española de Jolúcar, en la provincia de Granada.

## Descripción
El edificio se encuentra en la entidad de población española de Jolúcar, del municipio de Gualchos, perteneciente a la provincia de Granada, en la comunidad autónoma de Andalucía. Se menciona como iglesia del lugar en el noveno volumen del Diccionario geográfico-estadístico-histórico de España y sus posesiones de Ultramar de Pascual Madoz, donde aparece descrita con las siguientes palabras:

una igl. (San Cayetano) ayuda de parr. de Gualchos, de una nave, edificada en 1778 á costa de un devoto en el sitio donde hasta 1769 existió la primitiva igl, arruinada despues. El teniente de Gualchos es el que celebra los divinos oficios en los dias festivos.
(Madoz, 1847, p. 639)